# 吉姆·桑德柏格
詹姆斯·霍華德·桑德柏格（英語：James Howard Sundberg，1951年5月18日—），為前美國職棒大聯盟的捕手，生涯曾效力於遊騎兵、釀酒人、皇家與小熊等隊。
桑德柏格在遊騎兵隊曾連續6年拿下金手套獎，1985年於皇家隊拿下世界大賽冠軍。2003年，他入選遊騎兵隊名人堂。目前他在電視節目擔任運動賽事的球評。

## 職業生涯
1973年1月，桑德柏格與遊騎兵簽約。1974年4月4日，桑德柏格直接從1A直升大聯盟。不過他在菜鳥年就入選明星賽，且在新人王票選上拿下第四名。1975年，桑德柏格成為美聯自二戰結束以來首位單季達成破百次助殺的捕手，球隊也在搬到德州後首度突破5成勝率。
1983年12月，桑德柏格被交易到釀酒人。1984年，他成功入選明星賽，並在球季結束後被交易到皇家。
桑德柏格的加入，成功幫助年輕的皇家投手群學習不少經驗。團隊的投手防禦率在美聯排名第二低，季末以1場勝差險勝天使挺進聯盟冠軍賽。1985年美國聯盟冠軍賽，桑德柏格在第7場打回4分打點，幫助球隊成功擊敗藍鳥。
1985年世界大賽，桑德柏格在第6場跑回致勝分，最後皇家成功逆轉拿下世界大賽冠軍。1986年，桑德柏格成功帶領皇家投手群，在團隊防禦率排名美聯第一，不過他們最終僅拿下聯盟第三名。
1987年，桑德柏格被交易到小熊。他在1988年回到遊騎兵，隔年球季結束後宣布退休。

## 生涯打擊成績
| 出賽次數 | 打席 | 打數 | 得分 | 安打 | 二安 | 三安 | 全壘打 | 打點 | 盜壘 | 保送 | 三振 | 打擊率 | 上壘率 | 長打率 | OPS  |
| -------- | ---- | ---- | ---- | ---- | ---- | ---- | ------ | ---- | ---- | ---- | ---- | ------ | ------ | ------ | ---- |
| 1962     | 6899 | 6021 | 621  | 1493 | 243  | 36   | 95     | 624  | 20   | 699  | 963  | .248   | .327   | .348   | .674 |

## 外部連結
- 球員資訊和成績在MLB，ESPN，Baseball-Reference，Fangraphs（英文）